# Torstein
Torstein – szczyt w grupie Dachstein, części Północnych Alp Wapiennych. Leży w Austrii u zbiegu granic trzech krajów związkowych: Górnej Austrii, Styrii i Salzburga. Sąsiaduje z Mitterspitz i Hoher Dachstein. Jest drugim co do wysokości szczytem Dachstein po Hoher Dachstein. Szczyt można zdobyć ze schronisk: Dachsteinwartehütte (2741 m) i Dachsteinsüdwandhütte (1871 m).
Pierwszego wejścia w 1819 r. dokonał J. Buchsteiner.